# Автомагістраль М2 (Північна Ірландія)
Автомагістраль M2 — автомагістраль у Белфасті та графстві Антрім у Північній Ірландії. Вона складається з двох ділянок, південна ділянка проходить від північного Белфаста до Антріма, а північна ділянка діє як об’їзна Баллімена, а дорога A26 з’єднує ці дві секції. Загалом довжина 36,2 кілометри. На M2 є найбільш завантажені ділянки будь-якої дороги чи автостради в Північній Ірландії. M2 — одна з найважливіших автомагістралей Північної Ірландії, яка складає більшу частину основного шляху від міста Белфаст до міжнародного аеропорту Белфаста та менше чверті шляху до Деррі. Він є частиною немаркованих європейських доріг E01, E16 і E18.

## Маршрут
Маршрут починається як продовження M3 на захід від річки Лаган у Данкерні. Він пролягає на північ повз доки та на схід від Фортвільяма, перш ніж повернути на захід на з’їздах на розв’язці 2. Зараз він проходить через північне передмістя Белфаста повз Вайтвелл і входить у пагорб, коли піднімається з ухилом до 1:15, один із найкрутіших у Сполученому Королівстві. Потім він проходить на південь від Гленгормлі, перш ніж залишити місто позаду в Балівісі. В'їжджаючи в сільську місцевість, він проходить паралельно до Баллімартін-Вотер і досягає розв'язки 5 на північ від Темплпатріка, потім перетинає Сікс-Майл-Вотер і прибуває на північ від Бернсайда на розв'язку 6. Пробігаючи на північ від Антріма, незабаром після розв’язки 7 дорога зустрічає неповне перехрестя, де автомагістраль продовжувалась до Баллімени. Коли дорога розширюється, вона перетворюється на M22.
Маршрут починається на південний схід від Баллімени в Баллікреджі як продовження A26 і прямує на північ під кільцевою розв’язкою на розв’язці 10. Пролягаючи на схід від Кребіллі, він перетинає річку Брейд і повертає на північний захід на захід від Кролячого пагорба, проходить на південь від Кілліфлу, проходить на схід від Леймора та закінчується на A26 біля Тішана. Незбудована розв'язка 8 була призначена для Келлса і Коннора, а розв'язка 9 — для майбутньої південної об'їзної дороги Баллімени.

## Історія
Маршрут приблизно вздовж лінії М2 планувався з 1930-х років, але перші конкретні плани Північного підходу були оголошені в 1946 році. У 1956 році було оголошено пропозиції щодо кількох автомагістралей, у тому числі М2, з якою М2 прямувала безпосередньо до Баллімени. Частиною цього вирівнювання став A8(M). У 1964 році плани були розширені, щоб прокласти магістраль M2 через Антрім до Колрейна, подалі від початкової прямої траси по складній місцевості, таким чином плани будівництва потім просувалися. A8(M) уже будувався, тому його залишили як шпору.